# Country-Musik 1939
Die Liste bietet eine Übersicht über das Jahr 1939 im Genre Country-Musik.

## Ereignisse
- Das WJTL Fulton County Jamboree geht in Atlanta, Georgia, erstmals auf Sendung

## Top-Hits des Jahres
- Annabelle – Hoosier Hot Shots
- Back In The Saddle Again – Gene Autry
- Convict And The Rose – Bob Wills and his Texas Playboys
- It Makes No Difference Now – Jimmie Davis
- San Antonio Rose – Bob Wills and his Texas Playboys
- Silver Bell – Bob Wills and his Texas Playboys
- South of the Border (Down Mexico Way) – Gene Autry
- That's What I Like About The South – Bob Wills and his Texas Playboys
- Truck Driver Blues – Ted Daffan's Texans
- Footprints In The Snowⓘ/? – Cliff Carlisle

## Geboren
- 12. Januar – William Lee Golden
- 16. Januar – Mac Curtis
- 19. Januar – Phil Everly
- 24. Januar – Ray Stevens
- 14. Februar – Razzy Bailey
- 27. Mai – Don Williams
- 11. Juni – Wilma Burgess
- 16. Juni – Billy „Crash“ Craddock
- 8. August – Phil Balsley
- 21. August – Harold Reid
- 21. August – James Burton
- 6. September – David Allan Coe
- 27. Oktober – Dallas Frazier
- 27. Oktober – Ruby Wright